# Бусан (Во)
Бусан (фр. Boussens) — громада  в Швейцарії в кантоні Во, округ Гро-де-Во.

## Географія
Громада розташована на відстані близько 80 км на південний захід від Берна, 9 км на північний захід від Лозанни.
Бусан має площу 3,2 км², з яких на 9,1% дозволяється будівництво (житлове та будівництво доріг), 77,7% використовуються в сільськогосподарських цілях, 13,2% зайнято лісами, 0% не є продуктивними (річки, льодовики або гори).

## Демографія
2019 року в громаді мешкало 991 особа (+13,6% порівняно з 2010 роком), іноземців було 15,2%. Густота населення становила 314 осіб/км².
За віковим діапазоном населення розподілялося таким чином: 25,3% — особи молодші 20 років, 62,9% — особи у віці 20—64 років, 11,8% — особи у віці 65 років та старші. Було 364 помешкань (у середньому 2,7 особи в помешканні).
Із загальної кількості 148 працюючих 15 було зайнятих в первинному секторі, 16 — в обробній промисловості, 117 — в галузі послуг.